# Real Groove
A Real Groove című dal az ausztrál Kylie Minogue 2020. december 31-én megjelent kislemeze tizenötödik Disco stúdióalbumáról. A dalt Minogue, Teemu Brunila, Nico Stadi és Alinda Garpestad Peck írta, a Covid19-pandémia idején. A dal egy diszkó-pop szerzemény house és R&B elemekkel, vokóderekkel, funkkal, basszusgitárral, és posztdiszkó szinti hangzásokkal. A dalszövegben Minogue próbálja visszaszerezni ex partnerét. Az album harmadik kislemezként jelent meg, valamint készült egy új változat Dua Lipa angol énekesnővel „Studio 2054 Remix” címmel. A remixet William Bowermant producer készítette. Az eredeti dalhoz további hangszereléseket adott, valamint új dalszövegeket kapott a duettben szereplő Lipa, és többrétegű énekhangot is hozzáadtak a dalhoz.
Számos kritikus a Daft Punk és Lipa műveihez hasonlította a „Real Groove”-ot. Különösen Lipa Future Nostalgia című második stúdióalbumához, mely szintén 2020-ban jelent meg. Kereskedelmi szempontból a dal a 95. helyezést érte el az Egyesült Királyság kislemezlistáján, miközben Horvátországban és Magyarországon is Top 100-as helyezés volt. Az amerikai Dance/Electronic Songs listán a 15. helyet sikerült megszereznie. 2020 végén Minogue élőben is előadta a dalt az Infinite Disco élő koncertjén, valamint a Lipa's Studio 2054 élő közvetítésén is a The Johanthan Ross Show műsorban. A Cheap Cuts, a Clasu Neonors és az Initial Talk remixei tovább népszerűsítették a dalt. Ez utóbbi remixet a Billboard 2021 egyik legjobb táncdalának választotta.

## Előzmények
A „Real Groove”-t Kylie Minogue, Teemu Brunila, Nico Stadi és Alida Garpestad Peck írta. A dalt a Covid19-pandémia idején rögzítették, és írták. Tele optimizmussal, és pozitív életszemlélettel. A járványhoz kapcsolódó zárlatok miatt Minogue egy otthoni stúdióban rögzítette a saját énekét a GarageBand segítségével. A túl sok munka miatt kénytelen volt pihenőt tartani, mivel ebből a dalból készítette a legtöbb felvételt. Minogue fél hangszínnel lejjebb akarta felvenni a dallamot, és kísérletezett a dal mélyebb hangvételével, de végül rájött, hogy a magasabb hangok a megfelelőbbek a dalhoz, amolyan „édes pont”-ot eredményezett. Minogue úgy nyilatkozott, hogy a dal megérte az erőfeszítést, mivel a hallgató nem tudja, hogy mi következik a dalban mielőtt a vége felé amolyan „pumpáló” ritmusú lesz. A dalt a Los Angeles-i Silver Lake-i Puse Music Group, a turkui Rabbit Villa és a londoni Infinite Disco-ban rögzítették. A dal maszterét Dick Beetham készítette el a 360 Mastering stúdióban Hastingsben, az Egyesült Királyságban.
Zeneileg a „Real Groove” egy 1980-as évek beli diszkó-pop dal, house és R&B elemekkel. A dal funky hangulatú, mely vokodert, és sima ritmusokat tartalmaz, szintetizátor elemekkel. A dalban továbbá funk elemeket, és az 1980-as évekre jellemző vonósokat alkalmaztak. Minogue Auto-tuned fülledt énekhangot, valamint europop énekdallamokat használt. A dalszövegek a szerelemről szólnak, az elvesztésről, valaki megszerzéséről, és a szerelem újra megtalálásáról, miközben Minogue megpróbálja visszaszerezni az exét. A Studio 2054 remixe Dua Lipa angol énekesnő vokáljával egészült ki, melyben William Bowerman producer közreműködött. A dalt Beetham is masterelte, valamint a felvételt a londoni Assault & Batterynél és a New York-i Flux Stúdióban rögzítették. A remix gyorsabb tempójú, és egy elektro-disco stílust tartalmaz, mely egy új többrétegű hangszerelést eredményez, beleértve funk snapeket, és pattogó diszkó ütemeket. Az Initial Talk Studio 2054 remixét a tokiói Room 1989-ben remixelték.  Ez egy 80-as évek stílusú retro dal, melyben a producer külön választja a korábbi réteges énekelemeket.

## Megjelenés és promóció
A „Real Groove” eredeti változata 2020. november 6-án jelent meg Minogue tizenötödik Disco című stúdióalbumának harmadik kislemezeként a Darenote és a BMG Rights Management kiadásában. A dalt először Minogue az Infinite Disco élő fellépésén adta elő, melyet világszerte közvetítettek 2020. november 7-én. A dal teljes változatát azonban a koncertet megelőző napon töltötték fel az énekesnő YouTube csatornájára. 2020. november 27-én Minogue duettként adta elő a dalt Dua Lipa-val a Studio 2054 élő koncert keretein belül. Az előadást New York-i boiler room díszletei között zajlott, melyben DJ Buck Betty és DJ Decken is fellépett. Minogue a DJ pultra ugrott, és adta elő a dalt, majd közösen előadták Lipa „Electricity” című 2018-as slágerének duett változatát. A dalt az Instagramon is tovább népszerűsítették, ahol a rajongók egy órán keresztül táncolhattak a dalra Minogue avatárjával együtt, melyet a Facebook Creative Shop és Spark AR segítségével hoztak létre.

## Slágerlista
| Slágerlista (2020–2021)                   | Legjobb helyezés |
| ----------------------------------------- | ---------------- |
| Horvátország (HRT)                        | 89               |
| Magyarország (Single Top 40)              | 16               |
| Új-Zéland (RMNZ)                          | 8                |
| Portugália (AFP)                          | 65               |
| Egyesült Királyság (UK Singles Chart)     | 95               |
| Egyesült Királyság (UK Indie Chart)       | 22               |
| US Hot Dance/Electronic Songs (Billboard) | 15               |

| Slágerlista (2021)                        | Helyezés |
| ----------------------------------------- | -------- |
| Egyesült Államok (Dance/Electronic Songs) | 100      |

## Megjelenések
| Ország    | Dátum              | Formátum           | Változat                       | Kiadó        | Ref.   |
| --------- | ------------------ | ------------------ | ------------------------------ | ------------ | ------ |
| Különböző | 2020. december 31. | Digitális letöltés | Studio 2054 remix              | Darenote BMG | [ 27 ] |
| Különböző | 2021. január 20.   | Digitális letöltés | EP                             | Darenote BMG | [ 28 ] |
| Különböző | 2021. március 5.   | Digitális letöltés | Studio 2054 Initial Talk remix | Darenote BMG | [ 29 ] |
| Különböző | 2021. április 30.  | Kislemez           | Original Studio 2054 remix     | Darenote BMG | [ 30 ] |